# Навелли
Навелли (итал. Navelli) — коммуна в Италии, расположена в регионе Абруццо, подчиняется административному центру Л’Акуила.
Население составляет 616 человек (на 2005 г.), плотность населения составляет 14,59 чел./км². Занимает площадь 42,23 км². Почтовый индекс — 67020. Телефонный код — 0862.
Покровителем населённого пункта почитается святой Себастьян. День города ежегодно празднуется 20 января.